# Collio Goriziano

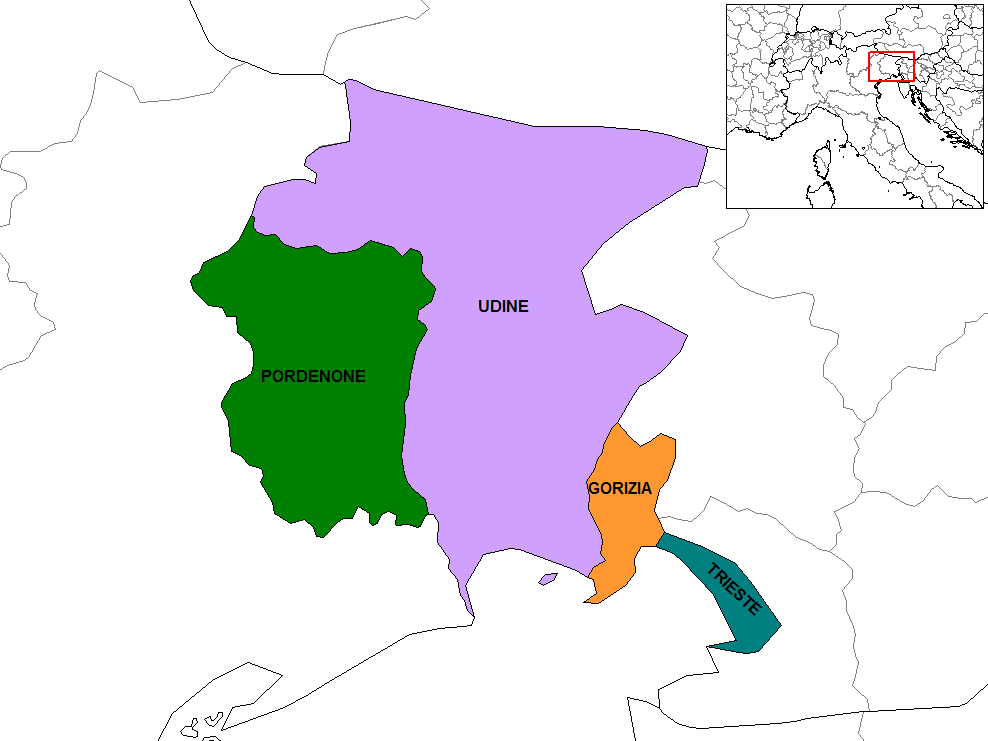

Le Collio Goriziano est un vignoble italien de la région Frioul-Vénétie Julienne doté d'une appellation DOC depuis le 3 novembre 1989. Seuls ont droit à la DOC les vins récoltés à l'intérieur de l'aire de production définie par le décret.

## Aire de l'appellation
Les 1 500 hectares de vignobles autorisés se situent dans la province de Gorizia dans les communes et hameaux de Brazzano, Capriva del Friuli, Cormons - Plessiva, Dolegna del Collio, Farra d'Isonzo, Lucinico, Mossa, Oslavia, Ruttars et San Floriano del Collio.
Les vignobles voisins sont Lison Pramaggiore, Friuli Isonzo, Colli Orientali del Friuli, Friuli Latisana, Friuli Annia, Friuli Aquileia et Friuli Grave

## Cépages
Les cépages les plus importants sont :
- Chardonnay,
- Malvasia Istriana,
- Picolit,
- Pinot bianco,
- Pinot grigio,
- Ribolla gialla,
- Riesling
- Sauvignon,
- Tocai friulano,
- Traminer aromatico,
- Cabernet franc,
- Cabernet-sauvignon,
- Merlot,
- Pinot nero,
- Riesling Italico

## Vins, appellations
Sous l’appellation, les vins suivants sont autorisés :
- Collio Goriziano Cabernet
- Collio Goriziano Cabernet Sauvignon
- Collio Goriziano Cabernet Sauvignon riserva
- Collio Goriziano Cabernet franc
- Collio Goriziano Cabernet franc riserva
- Collio Goriziano Cabernet riserva
- Collio Goriziano Chardonnay
- Collio Goriziano Chardonnay riserva
- Collio Goriziano Malvasia
- Collio Goriziano Malvasia Istriana riserva
- Collio Goriziano Merlot
- Collio Goriziano Merlot riserva
- Collio Goriziano Müller Thurgau
- Collio Goriziano Müller Thurgau riserva
- Collio Goriziano Picolit
- Collio Goriziano Pinot Bianco
- Collio Goriziano Pinot Bianco riserva
- Collio Goriziano Pinot Grigio
- Collio Goriziano Pinot Grigio riserva
- Collio Goriziano Pinot Nero
- Collio Goriziano Pinot Nero riserva
- Collio Goriziano Ribolla Gialla
- Collio Goriziano Ribolla Gialla riserva
- Collio Goriziano Riesling
- Collio Goriziano Riesling Italico
- Collio Goriziano Riesling Italico riserva
- Collio Goriziano Riesling riserva
- Collio Goriziano Sauvignon
- Collio Goriziano Sauvignon riserva
- Collio Goriziano Tocai Friulano
- Collio Goriziano Tocai Friulano riserva
- Collio Goriziano Traminer aromatico
- Collio Goriziano Traminer aromatico riserva
- Collio Goriziano bianco
- Collio Goriziano bianco riserva
- Collio Goriziano rosso
- Collio Goriziano rosso riserva